# جيمس هاو
جيمس هاو (بالإنجليزية: James Howe)‏ هو كاتب للأطفال وكاتب أمريكي، ولد في 1 أغسطس 1946 في أونيدا في الولايات المتحدة.